# Wolfgang Sigl
Wolfgang Sigl (* 23. Dezember 1972 in Linz) ist ein ehemaliger österreichischer Leichtgewichts-Ruderer und heutiger Rudertrainer. Zwischen 1993 und 2001 erreichte er vier Weltmeistertitel im Rudern und wurde mehrfach österreichischer Meister. Sigl ist seit 2015 Leistungssport-Verantwortlicher des Österreichischen Ruderverbandes für den Stützpunkt Wien.

## Erfolge
- 1993 Weltmeister im Leichtgewichts-Doppelvierer
- 1994 Weltmeister im Leichtgewichts-Doppelvierer
- 1995 Weltmeister im Leichtgewichts-Doppelvierer und 4. im Leichtgewichts-Doppelzweier
- 1996 5. bei den Olympischen Spielen im Leichtgewichts-Doppelzweier
- 2001 Weltmeister im Leichtgewichts-Vierer ohne Steuermann

## Auszeichnungen (Auszug)
- 2001: Goldenes Ehrenzeichen für Verdienste um die Republik Österreich

## Doping
Wolfgang Sigl, Raphael Hartl sowie ihr Trainer Martin Kessler wurden im Februar 2014 wegen Blutdopings rückwirkend für ein, zwei bzw. vier Jahre gesperrt. Die Sportler wurden im Zuge der sogenannten „Humanplasma-Dopingaffäre“ des Blutdopings verdächtigt, was Kessler auch bestätigte. Nachdem das Trio im September 2013 von der NADA-Rechtskommission noch freigesprochen wurde, widerrief die Unabhängige Schiedskommission in zweiter Instanz das Urteil. Der Beginn der Sperren wurde rückwirkend auf den 1. März 2006 terminiert, so dass zum Zeitpunkt des Urteils alle Sanktionen bereits abgelaufen waren.